# Gare de Cordemais
Gare de Cordemais – przystanek kolejowy w Cordemais, w departamencie Loara Atlantycka, w regionie Kraj Loary, we Francji.
Została otwarta w 1857 przez Compagnie du chemin de fer de Paris à Orléans (PO). Dziś jest przystankiem kolejowym Société nationale des chemins de fer français (SNCF) obsługiwanym przez pociągi TER Pays de la Loire.